# منتخب كوسوفو لكرة اليد
منتخب كوسوفو لكرة اليد هو ممثل كوسوفو الرسمي في المنافسات الدولية في كرة اليد
.

## وصلات خارجية
- الموقع الرسمي